# Temple Daci
Le temple Daci (en chinois traditionnel : 大慈寺 ; pinyin : Dàcí Sì ; litt. « Temple de la compassion et de la miséricorde infinies ») est un temple bouddhiste situé à Chengdu, dans le Sichuan,.

## Histoire

### Dynasties Wei et Jin
Le temple originel remonte au IIIe siècle. Selon Wu Deng Hui Yuan (五灯会元), sous les dynasties Wei et Jin, le moine bouddhiste indien Baozhang (宝掌) est venu au Sichuan pour adorer Samantabhadra et a vécu dans le temple Da'ci.

### Dynastie Tang
En 622, sous la dynastie Tang (618-907), Xuanzang (602-664) reçoit l'ordination complète au temple Daci. En 756, An Lushan (703-757) s'empare de la capitale Chang'an et l'empereur Xuanzong (685-762) est évacué vers Chengdu. Lorsqu'il voit les moines du temple Daci donner de la nourriture aux pauvres dans la rue, il est profondément ému et dédicace et honore le temple sous le nom de « Temple Dashengci ». L'empereur Xuanzong publie le décret de reconstruire le temple. Maître Wuxiang (无相), prince de Silla, supervise la reconstruction du temple.
En 822, Maître Zhixuan (知玄) s'installe au temple pour y délivrer des préceptes bouddhistes, et attire un grand nombre de pratiquants. L'empereur Wuzong Tang (814-846) ordonne de démolir les temples bouddhistes, de confisquer les terres des temples et de forcer les moines à retourner à la vie laïque. Parce que le temple portait l'écriture de l'ancien empereur Xuanzong, il est exceptionnellement conservé et est devenu le seul temple bouddhiste de la région,,.

### Dynastie Song
Sous la dynastie des Song du Sud (1127-1279), Lanxi Daolong (1213-1278) reçoit l'ordination de moine au temple. En 1246, il emmène ses disciples au Japon et y fonde la secte Kenchō-ji.

### Dynastie Ming
En 1435, au cours de la 10e année de l'ère Xuande (1399-1435) sous la dynastie Ming (1368-1644), un incendie désastreux détruit la plupart des bâtiments.

### Dynastie Qing
Le temple Daci est reconstruit pendant l'ère Shunzhi (1368-1661) de la dynastie Qing (1644-1911). Il est rénové et réaménagé en 1867, sous le règne de l'empereur Tongzhi (1856-1875).

### République populaire de Chine
Après la 3e session plénière du 11e Comité central du Parti communiste chinois, une politique d'une certaine liberté religieuse a été mise en œuvre. Le temple Daci est classé comme patrimoine culturel au niveau municipal à Chengdu et est utilisé comme emplacement pour le musée de Chengdu, ouvert en 1984.
Fin 2003, le temple Daci est restauré et est officiellement ouvert au public le 8 avril de l'année suivante. Le 25 juin 2005, le moine Da'en (大恩和尚) est proposé comme nouvel abbé du temple.
Le complexe Sino-Ocean Taikoo Li Chengdu (en), ouvert en avril 2015, est construit autour du temple dans le respect de l'architecture traditionnelle du Sichuan.